# 杜伯
杜伯（？—前785年），中国西周政治人物，杜氏。周宣王的大臣，尧之子丹朱的后裔。周宣王听说有女子危害周朝江山，把很多妇女、女婴都杀死了。杜伯劝谏，周宣王不听，杀死了杜伯，其子隰叔逃到晋国，作为晋国的士师，為晉卿士氏（即范氏）的始祖。周宣王後來梦见杜伯射杀自己，得病而死。
墨子曾在明鬼中提到，有一天周宣王殺了他的無罪之臣杜伯，杜伯臨終前說了一句：「我的君主把我無辜殺掉，要是人死後無知就算了，但若死後有知，不出三年我必定會讓我君主知道。」三年後，周宣王會合諸侯打獵，有數千侍從，觀眾亦遍滿田野。中午時分，杜伯乘著素色白馬，穿著紅衣紅帽，拿著紅弓紅箭從車上射殺周宣王。那時候整個周朝上下的人都見到，並將這事情記載於史書《春秋》上，並以此教誡世人：「若把無辜的人殺害，會招致橫禍。」從這書的說法來看，鬼神實有。